# Dino Frescobaldi (journaliste)
Pour les articles homonymes, voir Dino Frescobaldi et Frescobaldi.
Dino Frescobaldi (Florence 26 juin 1926 - 30 septembre 2010) est un journaliste et écrivain italien.

## Biographie
Dino Frescobaldi a débuté à l'âge de 23 ans en écrivant un livre sur les contre-révolutionnaires de la Révolution française et a collaboré avec les plus importants quotidiens italiens comme  le Corriere della Sera où il a été engagé comme envoyé spécial à l'âge de 29 ans, La Repubblica, Il Messaggero et La Nazione.
Parmi  ses centres d'intêret figurent l'Europe orientale et le Moyen-Orient où au contact des grands leaders mondiaux, il a été le témoin de nombreux événements importants.
De retour en Italie il a suivi les diverses réunions concernant la politique européenne, le dialogue avec les États-Unis, les négociations Est-Ouest, les rencontres au sommet, les négociations militaires et les conférences sur le Tiers monde.
En tant qu'écrivain Dino Frescobaldi a rédigé de nombreux essais historico-politiques et a enseigné auprès d'importantes universités.
Il a aussi participé à de nombreux colloques comme au Council on Foreign Affaires de New York et auprès d'instituts similaires anglais.

## Publications
- Privilegio di nascita. L'aristocrazia ieri e oggi: come e perché sono cambiati la vita, i costumi e l'influenza della nobiltà italiana, edit Longanesi, 1997.
- I Frescobaldi, una famiglia fiorentina,edit Solinas Francesco, Le Lettere, 2004.
- Nasser, biographie.
- Con gli occhi degli altri. Pregi e difetti del proprio paese nell'esperienza di un inviato speciale, edit Le Lettere, 2000.